# Vampire: The Masquerade — Redemption
Vampire: The Masquerade — Redemption — компьютерная ролевая игра, разработанная компанией Nihilistic Software и изданная Activision в 2000 году. Игра основана на настольной ролевой игре Vampire: The Masquerade издательства White Wolf Publishing, входящей в большую серию «Мир Тьмы». Игра рассказывает о Кристофе Ромуальде, французском крестоносце XII века, который был убит и возродился как вампир, и о многовековом путешествии Кристофа из тёмных веков Праги и Вены XII века в Лондон и Нью-Йорк конца XX века в поисках своей человечности и похищенной любви, монахини Анежки.
Redemption представлена с видом от первого и третьего лица. Игрок управляет Кристофом и тремя союзниками в линейной структуре, предоставляя игроку миссии для продвижения по заданному сюжету. Определённые действия, совершённые Кристофом на протяжении игры, могут повысить или понизить его человечность, влияя на то, какую из трёх концовок игры получит игрок. Как вампир, Кристоф наделён различными способностями и силами, которые можно использовать для борьбы с врагами и препятствиями или для того, чтобы избежать их. Использование этих способностей истощает запасы крови Кристофа, которые можно пополнить, выпив её у врагов или невинных людей. Игра включает в себя многопользовательский геймплей под названием «Рассказчик», который позволяет одному игроку создавать повествование для группы игроков с возможностью динамически изменять игру в зависимости от действий игроков.
Основанная в марте 1998 года, команда Nihilistic из двенадцати человек начала разработку Redemption в следующем месяце в качестве своей первой игры. На разработку игры у команды ушло двадцать четыре месяца при бюджете в размере $1.8 миллионов. Команда прибегла к помощи восьми внешних подрядчиков, которые предоставили элементы, которые не могли сделать сами, например, музыку и иллюстрации. Разработка игры была трудной: поздние изменения в программном обеспечении заставили разработчиков отказаться от готового кода и активов; упор на высококачественную графику и звук привёл к тому, что игра плохо работала на некоторых компьютерных системах; первоначальный объём игры превысил график и бюджет, что заставило команду отменить запланированные функции.
Redemption была выпущена для Microsoft Windows 7 июня 2000 года, а в ноябре 2001 года вышла версия для Mac OS. Игра получила неоднозначную реакцию критиков; рецензенты хвалили её графику и многопользовательские функции, но были разделены во мнениях относительно качества сюжета и боя. В 1999 году игра получила награду Game Critics Awards за лучшую ролевую игру. Она была достаточно успешной, чтобы заслужить выпуск косвенного продолжения Vampire: The Masquerade — Bloodlines (2004), действие которого происходит в той же вымышленной вселенной.

## Игровой процесс

В игре от третьего лица персонаж Кристоф Ромуальд владеет оружием ближнего боя. В интерфейсе справа отображается инвентарь, а внизу — текущие члены партии.

Vampire: The Masquerade — Redemption — это ролевая видеоигра (RPG), представленная в основном с видом от третьего лица; игровой персонаж отображается на экране, в то время как опционально доступен режим от первого лица, используемый для просмотра непосредственного окружения персонажа. Камеру можно свободно вращать вокруг персонажа и располагать над ним, чтобы обеспечить больший обзор ближайшей местности. Игра имеет линейную структуру, основанную на выполнении миссий. Взаимодействие осуществляется с помощью мыши, нажимая на врага или объект окружающей среды, чтобы атаковать его или активировать. Взаимодействие зависит от контекста: нажатие на врага инициирует бой, а нажатие на дверь приводит к её открытию или закрытию.
Игровой персонаж может вести в бой группу из трёх дополнительных союзников, управляя их действиями, чтобы атаковать одного врага или использовать определённые способности. Персонажи могут быть настроены на один из трёх режимов: оборонительный, нейтральный или наступательный. В оборонительном режиме персонаж остаётся в стороне от сражений, в то время как в наступательном режиме персонаж отправляется прямо в бой. Главный герой и активные союзники представлены портретами на экране, которые отражают их текущее физическое или эмоциональное состояние, показывая печаль, гнев, уровень голода, или наличие ранений — когда его проткнули ножом в сердце и обездвижили.
Игроку доступны различные виды оружия дальнего и ближнего боя, включая мечи, щиты, луки и пистолеты, колья и святую воду. Некоторые виды оружия имеют вторичную, более мощную атаку; например, меч можно раскрутить, чтобы обезглавить противника. Поскольку они вампиры, союзники и враги восприимчивы к повреждениям от солнечного света. Дисциплины (вампирские способности) используются для дополнения физических атак. Каждая дисциплина может быть улучшена, становясь более мощной версией самой себя; кроме того, можно получить другие внутриигровые преимущества. В игре представлены дисциплины, которые позволяют игроку улучшить физические способности персонажа, такие как скорость, сила или выносливость. Дисциплины также могут позволить игроку заворожить врага или потенциальную жертву, сделать персонажа невидимым, чтобы избежать обнаружения, превратить персонажа в туман, призывать змей для нападения на врагов, исцелять, оживлять своих союзников и телепортироваться в убежище. Каждая дисциплина может быть улучшена до пяти раз, что влияет на продолжительность действия способностей, масштаб повреждений или их эффект, а также стоимость их использования. Здоровье и дисциплина персонажей зависят от крови, которая может пополняться только за счёт питания живыми существами, включая других членов команды, или нахождения контейнеров с кровью, такие как бутылки и пакеты для плазмы. Упивание невинным до смерти и другие негативные действия снижают человечность игрока, увеличивая вероятность впадения в безумие при ранении или недостатке крови, во время которого он без разбора нападает на друзей и врагов.
За выполнение задач и победу над врагами начисляются очки опыта, которые используются для разблокировки или улучшения существующих дисциплин и повышения статистики каждого персонажа, например, силы или ловкости. Оружие, доспехи и другие аксессуары можно приобрести или усовершенствовать за деньги или ценные предметы, которые собираются на протяжении всей игры. Инвентарь персонажа основан на сетке; предметы занимают определённое количество места, требуя управления доступным пространством. Пояс позволяет выбирать некоторые предметы для немедленного использования во время игры, например, лечебные предметы, без необходимости открывания основного инвентаря. Первая версия игры позволяла сохранять прогресс только в убежище главного героя или в безопасном месте; другие данные сохранялись автоматически в определённых точках. Обновление игры позволило игрокам сохранять свои внутриигровые данные в любой точке внутриигрового повествования.
Redemption имеет многопользовательский онлайн компонент, который позволяет игрокам совместно участвовать в сценариях. Один игрок берёт на себя роль Рассказчика, проводя других игроков через сценарий с помощью интерфейса Рассказчика. Интерфейс позволяет Рассказчику создавать или изменять сценарии, размещая предметы, монстров и персонажей на карте. Статистика персонажей, такая как очки опыта, способности и дисциплины, также может быть изменена. Наконец, Рассказчик может взять на себя роль любого персонажа в любой момент времени. Эти функции позволяют Рассказчику динамически управлять игровой средой, в то время как другие игроки перемещаются по ней.

## Синопсис

### Сеттинг

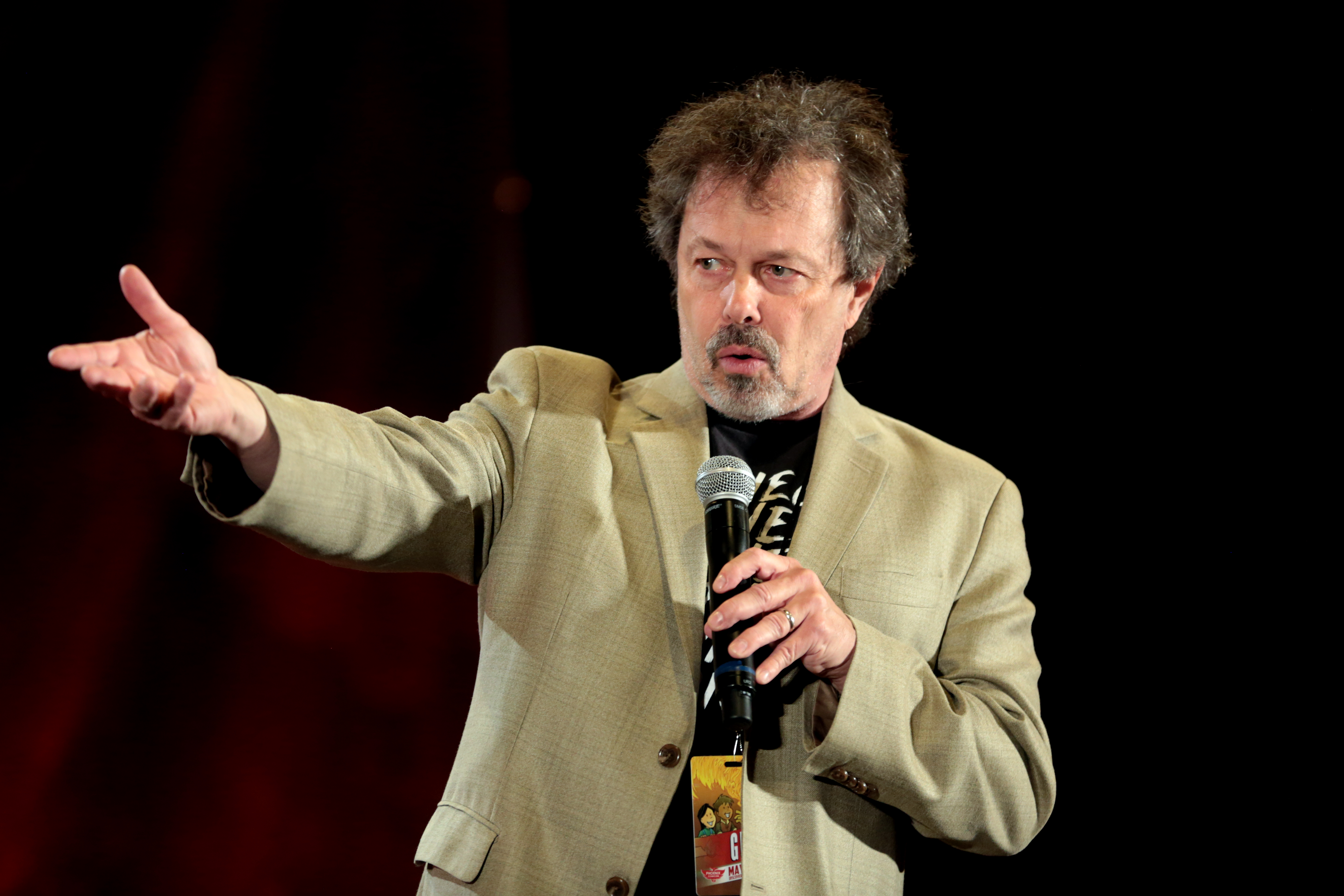
Актёр Кёртис Армстронг (на фото в 2017 году) озвучил вампира 20-го века Пинка.

События, изображённые в игре Vampire: The Masquerade — Redemption происходят в двух временных периодах: Прага и Вена XII века и Лондон и Нью-Йорк конца XX века. Действие игры происходит в Мире Тьмы; она изображает мир, в котором вампиры, оборотни, демоны и другие существа влияют на историю человечества. Вампиры разделены на семь кланов Камарильи — правители вампиров, каждый из которых обладает особыми чертами и способностями. Тореадоры наиболее близки к человечеству — у них страсть к культуре; Вентру — благородные, сильные лидеры; Бруха — идеалисты, преуспевающие в борьбе; Малкавианцы либо прокляты безумием, либо благословлены проницательностью; Гангрел — одиночки, синхронизированные со своей звериной природой; Тремере — скрытные, не заслуживающие доверия и владеющие магией крови; Носферату — чудовища, обречены оставаться скрытыми в тени. В Redemption также фигурирует клан Каппадокийцев, Общество Леопольда — современные охотники на вампиров, клан Ассамитов - вампиров-убийц, клан Сетитов, клан Цимисце, клан Джованни и Саббат — организация вампиров, которые наслаждаются своей природой, принимая зверя внутри себя.
Главный герой Redemption — французский крестоносец Кристоф Ромуальд, некогда гордый религиозный рыцарь церкви, превратившийся в вампира Бруха. После потери своей веры Кристоф вынужден пересмотреть понимание добра и зла, привыкая к новой жизни. Якорем для Кристофа стала монахиня Анежка, девушка с чистой душой, которая любит Кристофа даже после его трансформации. Как член Бруха под началом Екатерины Мудрой, Кристоф вступает в союз с Вильгельмом Штрейхером, Гангрелем Эриком и Каппадокийкой Сереной во время своих путешествий по Праге XII века. Среди других персонажей этой эпохи — работорговец граф Орси, Тремер Этриус и вентрийский принц Рудольф Брандл.
Кристоф продолжает свои поиски в конце XX-го века, где он вступает в союз с Брухом по имени Пинк, порабощённой Тореадорой Лили и Носферату Самуэлем. Среди других персонажей — 300-летний лидер общества Леопольда Лео Аллатиус, который неестественным образом увеличил продолжительность своей жизни, потребляя кровь вампиров и лидер сетитов Лукреция. Во время своего путешествия Кристоф вступает в конфликт с Вукодлаком, могущественным вампиром-цимисцем, стремящимся узурпировать предков клана и присвоить их силу себе. Пойманный в ловушку мистического сна теми, кто противится его заговору, Вукодлак приказывает своим последователям помочь воскресить его.

### Сюжет
В 1141 году в Праге крестоносец Кристоф Ромуальд ранен в бою. Он приходит в себя в церкви, где за ним ухаживает монахиня по имени Анежка. Пара мгновенно влюбляется, но их сдерживают обязательства перед Богом. Вскоре Кристоф поправляется и отправляется в близлежащие шахты, чтобы очистить ее от чудовищ и тем самым избавив Прагу от ночных нападений на город, также расправляется с вампиром Цимисхи, который терзает город. Победу Кристофа отмечают местные жители, также на его подвиг обращают внимание местные вампирские кланы, один из которых, Екатерина Мудрая из клана Бруха, обращает его в вампира, чтобы помешать другому клану забрать такого драгоценного воина к себе.
Поначалу непокорный, Кристоф соглашается сопровождать слугу Екатерины Вильгема в миссии по освоению своих новых вампирских способностей. После этого он встречается с Анежкой и отказывается запятнать её своим проклятым состоянием. В убежище Екатерины она рассказывает Кристофу о надвигающейся войне между кланами Тремер и Цимисхи, которая приведёт к опустошению людей, оказавшихся втянутыми в неё. Вильгем и Кристоф завоёвывают расположение местных евреев и каппадокийцев, последние которые в знак благодарности содействию отправляют члена своего клана Серену в котерию Кристофа. Принц Праги Рудольф Брандл из клана Вентру сообщает группе, что в Вене тремеры похищают людей, чтобы превратить их в упырей — вампирских рабов, зависимых от вампирской крови своих сиров (отцов) и наделённых небольшой силой от них. Группа проникает в пражскую канцелярию тремеров и предотвращает превращение гангрела Эрика в гаргулью - чудовищное творение Тремеров, после чего и он присоединяется к котерии Кристофа. Кристоф узнаёт, что Анежка, желая искупить Кристофа, посетила кланы Тремер и Цимисхи, а также венский оплот Тремер, "Хаус де Хекс". Там лидеру тремеров Этриусу все же удается превратить Эрика в гаргулью, заставляя Кристофа убить его. Этриус рассказывает, что Цимисхи похитили Анежку.
Вернувшись в Прагу, Кристоф обнаруживает, что о Цимисхи в замке Вышеград стало известно людям, которые начали штурм. Кристоф, Вильгем и Серена проникают в замок и обнаруживают, что могущественный, дремлющий в вампирской спячке мафусаил цимисхов Вукодлак поработил Анежку в упыря. Под влиянием Вукодлака Анежка отвергает Кристофа и готовится оживить мафусаила, но в результате внешнего штурма замок обрушивается на них. В результате крушения Кристоф впадает в торпор (вампирская спячка), Вильгем и Серена пропадают, а Анежка и Вукодлак сбегают.
В 1999 году Общество Леопольда - своеобразные инквизиторы вампиров, проводят раскопки в замке Вышеград; они находят тело Кристофа и везут его в Лондон, где его будит женский голос Анежки. Он узнаёт, что события в Вышеграде и последовавшее за ними восстание людей разделили вампиров на две секты: Камарилья, стремящаяся скрыться от человечества и для этого установившая свод правил, называемый Маскарад, и Шаббат, стремящийся вернуть себе власть над ним и предотвратить Геенну - апокалипсис в мире вампиров. Раскопки Общества Леопольда также позволяют последователям Вукодлака вернуть Вышеград. После побега Кристоф из общества он встречает Пинка, представившись также из клана Бруха который соглашается ему помочь. Они узнают, что клан Сетитов переправляет контрабанду из Вышеграда в Нью-Йорк, и проникают в их бордель, чтобы получить информацию. Они убивают предводительницу Сетитов Лукрецию и вербуют Лили в котерию, порабощённую проститутку из клана Тореадор.
Кристоф, Пинк и Лили отправляются в Нью-Йорк на борту контрабандного корабля, спасают Самуэля из клана Носферату от Шаббата и проникают на склад клана Джованни, где хранится контрабанда из Вышеграда. Там Кристоф спустя 800 лет вновь встречает Вильгельма, который после распада их котерии перешёл в Шаббат под командованием Екатерины Мудрой. Вильгем рассказывает, что на самом деле Пинк — убийца из клана Бану Хаким, работающий на Вукодлака. Пинк сбегает, а Вильгем снова присоединяется к Кристофу, надеясь вернуть себе человечность, которую он потерял в течение предыдущих 800 лет. Вместе Кристоф, Вильгем, Лили и Самуэль обнаруживают, что Вукодлак спрятался под церковью в своём Соборе плоти, а Анежка все ещё находится в его рабстве. В соборе они обнаруживают, что Вукодлак уже успел выйти из торпора.
Он пытается повлиять на Кристофа, предлагая ему Анежку, а затем заявляя, что она полностью зависит от крови Вукодлака и умрёт без него. Кристоф отказывается, и Вукодлак спускает группу в туннели под собором. Кристоф находит Стену воспоминаний, где хранятся воспоминания Анежки о последних тысячелетиях, показывающие, что она не теряла надежды, пока Вукодлак находил новые способы осквернять и мучить её. В конце концов она пожертвовала своей невинностью, чтобы завоевать доверие Вукодлака, используя своё положение, чтобы отсрочить его воскрешение на сотни лет, пока, не оставив никаких вариантов, не стала молиться о возвращении Кристофа. Группа возвращается в собор и сражается с Вукодлаком.
Концовка игры Redemption зависит от количества человечности, которое Кристоф сохранил во время игры. Если количество человечности велико, Кристоф убивает Вукодлака, примиряется с Анежкой и обращает её в вампира, избавляя от смерти. Если его человечность умеренна, он сдаётся Вукодлаку и становится его упырём; Вукодлак предаёт Кристофа и узами крови заставляет его убить Анежку. Меньшее количество человечности приводит к тому, что Кристоф убивает Вукодлака, совершив диаблери - выпить кровь вампира чтобы получить всю его силу. Получив огромную силу, Кристоф сходит с ума, не справляется с кровью Цимисхи, отказывается от своей человечности и убивает Анежку.

## Разработка

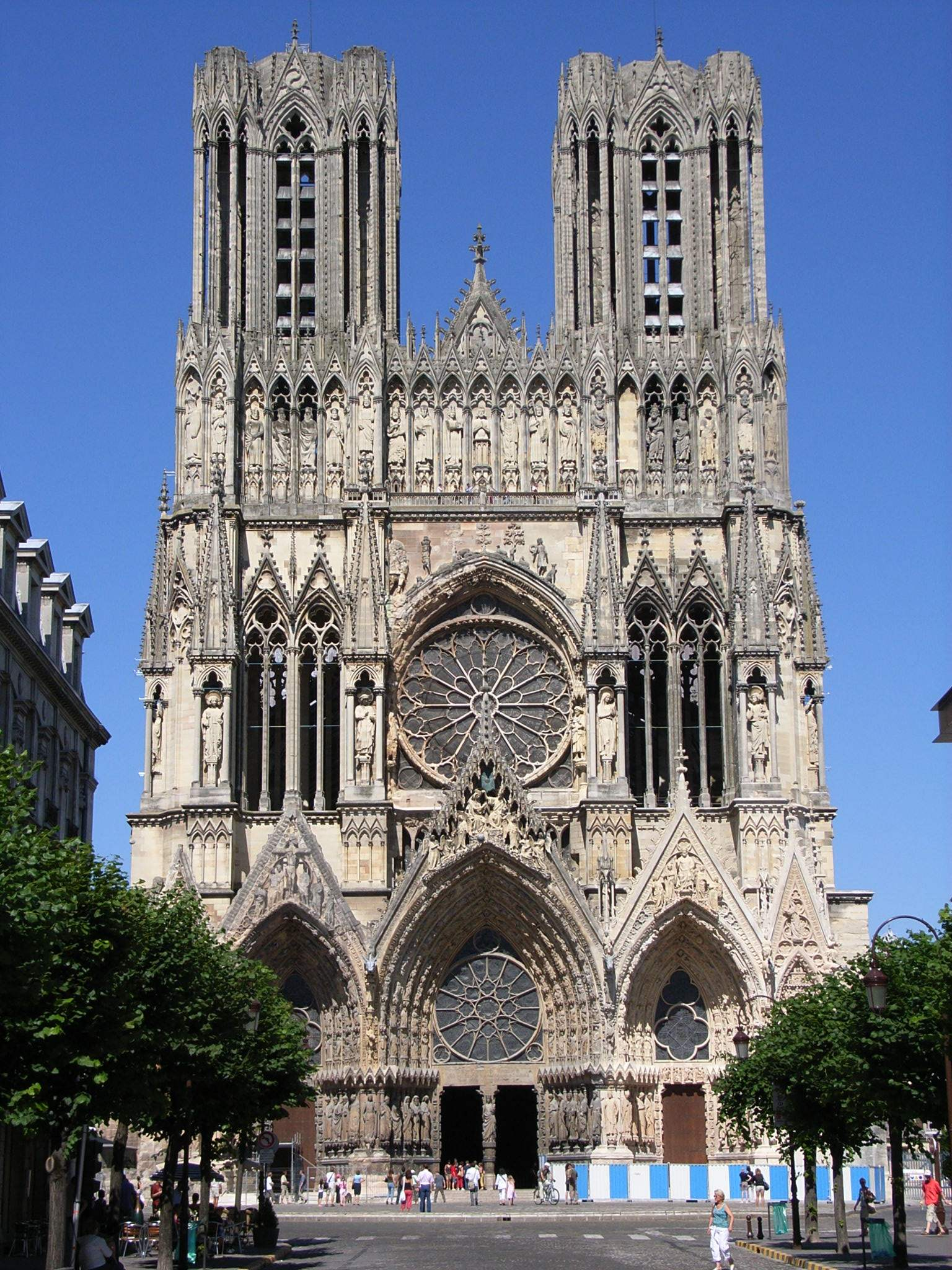
Готическая эстетика присутствует во всех играх серии Vampire: The Masquerade. До работы над Redemption компания Nihilistic разработала оригинальную концепцию игры с похожим дизайном и тематикой.

Разработка игры Vampire: The Masquerade — Redemption началась в Nihilistic Software в апреле 1998 года, вскоре после основания компании-разработчика в марте того же года. О разработке было публично объявлено в марте 1999 года. Намереваясь отойти от игр от первого лица, над которыми члены команды работали в предыдущих компаниях, Nihilistic подготовила дизайн и сюжет для футуристической ролевой игры, схожей по тематике и готической эстетике с Vampire: The Masquerade. После того, как издатель Activision обратились к команде, использующей лицензию White Wolf, они адаптировали части своего оригинального дизайна под серию Vampire, что стало оригинальным дизайном для Redemption. Одобрение основателя Id Software Джона Кармака помогло Nihilistic принять решение о сотрудничестве с Activision. Команда Nihilistic разрабатывала Redemption в течение двадцати четырёх месяцев; к концу разработки состав команды расширился до двенадцати человек. В команду разработчиков входил президент и генеральный директор Nihilistic Рэй Геско, ведущий программист Роб Хюбнер, дизайнер мира Стив Титце, дизайнер уровней Стив Томс, ведущий художник Маартен Краайвангер, художник Юджин Кием, художник Энтони Чианг, а также программисты Ив Боркманс и Ингар Шу.
Activision предоставила бюджет в размере 1,8 миллиона долларов США; сумма была намеренно занижена, чтобы сделать проект управляемым для Nihilistic и снизить риск для Activision, которая в то время была относительно неопытна в ролевых играх. Руководство Nihilistic стремилось к тому, чтобы вся команда работала в одном помещении без стен, дверей и офисов, полагая, что это заставит отдельные группы общаться и позволит каждому отделу немедленно отвечать на запросы, экономя часы или дни времени на разработку. Сюжет Redemption был разработан при участии Вольфа; соавтором сценария выступил Дэниел Гринберг, автор исходной ролевой игры на бумаге.
Небольшой размер команды привёл к тому, что Nihilistic полагалась на восемь внешних подрядчиков для обеспечения элементов, которые команда не могла предоставить. Ник Пек был выбран для создания звуковых эффектов, эмбиентных циклов и дополнительных голосовых записей на основе его предыдущей работы над Grim Fandango (1998). Кевин Мантей создал музыкальную партитуру для частей игры 12-го века, а дуэт под названием Youth Engine создал партитуру для современных частей. Некоторые художественные работы были переданы сторонним организациям: Питер Чан (Peter Chan, Day of the Tentacle (1993) и Grim Fandango) разработал концепт-арт для создания внешнего вида окружения игры, а Патрик Ламберт разработал концепты персонажей и полноцветные рисунки для моделистов и аниматоров. Самым важным внешним взаимодействием Хюбнер считает сотрудничество с небольшой начинающей компанией Oholoko, которая создавала кинематографические ролики для сюжетных элементов и концовок игры. Nihilistic встречалась с различными фирмами, занимающимися компьютерной анимацией, но их цены были слишком высоки для бюджета проекта.
Redemption был официально запущен в производство 30 мая 2000 года. В игре 300 000 строк кода, и ещё 66 000 строк на JavaScript. В январе 2000 года было объявлено, что Nihilistic ищет студию для переноса Redemption на игровую консоль Sega Dreamcast, однако эта версия так и не была выпущена. В феврале 2001 года, после выхода версии для PC, было объявлено, что MacSoft разрабатывает версию игры для MacOS.

### Технологии
Изначально Nihilistic рассматривала существующие игровые движки, такие как Quake Engine и Unreal Engine, но решили, что этих движков, предназначенных в основном для шутеров от первого лица, будет недостаточно для их ролевой игры в жанре point-and-click, и решили создать свой собственный движок для разработки Redemption. Это был движок NOD, который разработчики могли адаптировать под 3D перспективу и ролевую механику игры. Команда также посчитала, что разработка собственного движка позволит ей свободно использовать код для будущих проектов или лицензировать движок для получения прибыли. Прототипом NOD послужил интерфейс прикладного программирования (API) Glide, поскольку команда считала, что он будет более стабильным в процессе разработки движка, намереваясь, что после того, как движок будет доработан, он будет перенесён на более общий API, предназначенный для поддержки широкого спектра аппаратных средств, таких как Direct3D. Однако, как только базовый движок был создан, программисты переключили своё внимание на геймплей и функциональность. К июню 1999 года Redemption все ещё работала на Glide, который на тот момент не имел некоторых базовых функций, необходимых команде для демонстрации на выставке Electronic Entertainment Expo в том году. Когда команда в конце концов перешла на Direct3D, ей пришлось отказаться от некоторого пользовательского кода, созданного для компенсации ограничений Glide, таких как управление текстурами и графикой, что потребовало повторного экспорта сотен уровней и моделей для нового программного обеспечения. Поздний переход на API также ограничил время для тестирования совместимости игры на широком спектре аппаратных средств. Команда сосредоточилась на создании игры для систем с аппаратным ускорением, чтобы избежать ограничений в поддержке более широкого спектра систем, которые ограничивали разработку предыдущей игры основателей компании, Star Wars Jedi Knight: Dark Forces II (1997).
Программисты предложили использовать 3D Studio Max для создания художественного оформления и дизайна уровней, что позволило бы сэкономить деньги за счёт лицензирования одного программного обеспечения, но ведущие художники успешно выступили против этого плана, считая, что предоставление соответствующим командам права выбора программного обеспечения позволит им работать наиболее эффективно. По словам Хюбнера, это сэкономило проекту больше времени, чем любое другое решение, принятое в ходе разработки. Дизайнеры уровней выбрали QERadiant, чтобы воспользоваться своим предыдущим опытом использования этого программного обеспечения во время работы над серией Quake от Id Software. Id позволила Nihilistic лицензировать QERadiant и модифицировать его для создания специализированного инструмента для создания 3D-окружения. Поскольку QERadiant был готовым, функциональным инструментом, это позволило дизайнерам уровней начать разработку уровней с самого начала проекта и затем экспортировать их в движок NOD, а не ждать до шести месяцев, пока Nihilistic разработает собственный инструмент или изучит новый 3D-редактор уровней. За двадцать четыре месяца три дизайнера уровней создали более 100 внутриигровых окружений для Redemption. Они получили чертежи и эскизы зданий средневековой Праги и Вены, чтобы лучше передать тот период и те места. Команда художников из четырёх человек под руководством Краайвангера использовала Alias Wavefront Maya для создания 3D-арта. Руководство компании Nihilistic хотело, чтобы Краайвангер использовал менее дорогой инструмент, но согласилось, когда выяснилось, что стоимость оказалась ниже, чем предполагалось. На протяжении всего проекта команда художников создала более 1 500 3D-моделей.
В самом начале разработки Nihilistic хотела поддержать редактирование игры пользователями-сообществом, убедившись в пользе этого для сообщества при работе над другими играми. Сотрудники, работавшие над Jedi Knight, знали опыт создания нового, специализированного языка программирования под названием COG, который дал программистам желаемые результаты, но стоил времени и значительных ресурсов проекта. В Redemption они хотели использовать существующий скриптовый движок, который позволил бы пользователям легче развивать игру вместо того, чтобы заново разрабатывать собственный код, на что ушли бы месяцы времени разработки. Команда тестировала различные языки, но узнала о другой студии, Rebel Boat Rocker, которая привлекала внимание использованием языка Java. Поговорив с ведущим программистом этой студии Билли Зелснаком, Nihilistic решила поэкспериментировать с Java, не имея о ней практически никаких знаний. Язык успешно и без проблем интегрировался в движок NOD, обеспечив стандартизированный и свободно распространяемый скриптовый движок. Несколько дизайнеров были обучены работе с Java, чтобы они могли создавать несколько сотен сценариев, необходимых для развития сюжетной линии игры.

### Дизайн
При разработке Redemption команда Nihilistic использовала свой опыт адаптации существующей собственности для игр Star Wars. Исходя из того, что большинство людей знакомы с вампирскими тропами, команда написала игру, полагая, что игрокам не понадобится объяснять общие элементы жанра, и в то же время давая им возможность изучить дополнения White Wolf к мифологии. При переводе ролевой игры на бумаге в видеоигру команда переработала некоторые дисциплины, чтобы сделать их более простыми для понимания. Например, в бумажной игре дисциплина «Протеан» включает в себя способности видеть в темноте, отращивать когти, вплавляться в землю и превращаться в животное. Однако в Redemption эти способности были сделаны отдельными дисциплинами, чтобы сделать их мгновенно доступными, вместо того чтобы требовать от игрока выбрать «Протеан», а затем выбрать одну из подспособностей.
Хюбнер сказал, что команда боролась со сдержанностью. С самого начала команда разрабатывала свои активы для системы высокого класса, чтобы обеспечить готовому проекту первоклассную графику, а также потому, что при необходимости можно было легче уменьшить масштаб искусства, чем увеличить его. Тем не менее, арт-команды не были остановлены в производстве новых активов, в результате чего для установки Redemption потребовалось около 1 ГБ дискового пространства. Кроме того, текстуры были выполнены в 32-битном цвете, модели были чрезвычайно детализированы — в среднем от 1,000 до 2,000 полигонов каждая, а уровни освещались световыми картами высокого разрешения. Поскольку игра была разработана для высокопроизводительных компьютерных систем, она полагалась на алгоритмы для уменьшения масштаба моделей; в сочетании с высокой детализацией художественных объектов, Redemption была обременительна для запуска на низко- и среднепроизводительных системах. Nihilistic планировала включить в игру 16-битную и 32-битную версии текстур, а также различные уровни качества звука, чтобы игроки могли выбирать, какую версию установить, но формат CD-ROM был недостаточно вместительным, чтобы вместить более одной версии игры. Готовый продукт едва поместился на двух CD-ROM; некоторые звуковые ресурсы были удалены, чтобы вписаться в формат. Это привело к тому, что игра использовала большое количество ресурсов компьютера и ограничивало возможность её переноса на более ограниченные консольные среды.
Программисты уже на раннем этапе определили, что поиск пути — способность персонажей переменного размера ориентироваться в окружающей среде, будет проблемой. Хюбнер сослался на сложность программирования персонажей для навигации в среде, в которой дизайнеры уровней могут свободно добавлять лестницы, пандусы и другие 3D-объекты. Они придумали временное решение и планировали улучшить поиск пути позже в процессе разработки. К тому времени, когда они решили проблему должным образом, многие уровни были почти завершены, и на них было мало маркеров, которые программисты могли использовать для управления движением. Они могли определить плитки, по которым можно ходить, но не стены, обрывы и другие опасные факторы окружающей среды. Идеальные решения, такие как создание зон для персонажей, через которые они могли бы пройти, заняли бы слишком много времени, чтобы добавить их в 100 созданных уровней, поэтому программисты потратили несколько недель на небольшие итерационные исправления, чтобы скрыть очевидные ошибки в определении пути и оставить менее очевидные.
С самого начала команда хотела сделать грандиозную ролевую игру, но была ограничена бюджетом и графиком. Они не хотели сокращать содержание игры, например, один из временных периодов или многопользовательский аспект, и решили перенести первоначальную дату выхода с марта 2000 года на июнь того же года. Они также сократили объём тестирования многопользовательской игры и отменили запланированный выпуск интерактивной демонстрации перед запуском. Задержка позволила Nihilistic сохранить большую часть задуманного дизайна, но они были вынуждены убрать возможность играть всю одиночную кампанию в команде по сети, компенсировав это добавлением двух многопользовательских сценариев, построенных с использованием уровней из одиночной игры. По словам Хюбнера, при создании Java-скриптов для одиночной игры они не предусмотрели возможность многопользовательской игры, поэтому сценарии не работали эффективно в многопользовательском режиме.
Многопользовательский режим «Рассказчик» был задуман на ранних этапах разработки. Отклоняясь от типичных многопользовательских режимов «бой насмерть» или «кооперативная игра», Рассказчик потребовал от Nihilistic разработки интерфейса, который мог бы дать одному игроку, Рассказчику, достаточно контроля для выполнения определённого сценария и изменения событий в игре в реальном времени, не делая её слишком сложной для понимания обычным игроком. Большая часть технологии была проста в реализации, требовались типичные многопользовательские программные компоненты, которые позволяли бы пользователям соединяться друг с другом. Самая большая задача требовала разработки интерфейса, который мог бы обеспечить рассказчику контроль над аспектами многопользовательской игры без излишней сложности. Интерфейс должен был содержать списки объектов, персонажей и других ресурсов, а также опции для манипулирования этими ресурсами. Он должен был быть доступен в основном с помощью мыши, а клавиатура должна была использоваться для менее распространённых и более сложных команд. Режим был вдохновлён текстовым режимом Multi-User Dungeon, многопользовательским виртуальным миром реального времени, в котором высокопоставленные пользователи могут манипулировать окружением игры и динамически создавать приключения.

## Релиз

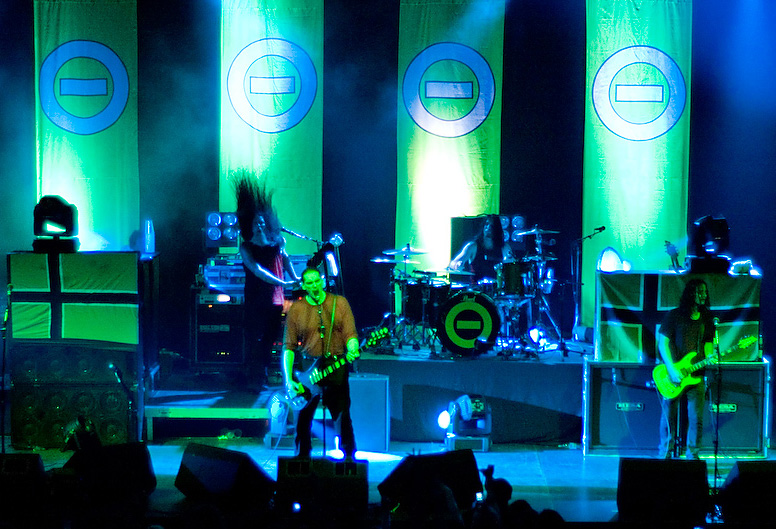
Саундтрек включает песни групп Type O Negative (на фото), Ministry, Darling Violetta и других.

Vampire: The Masquerade — Redemption была выпущена для Microsoft Windows 7 июня 2000 года. Релиз игры включал в себя отдельную копию игры и коллекционное издание, содержащее копию игры, лимитированное издание «Книги Нода» от White Wolf в твёрдом переплёте, повествующее о первом вампире, кулон Камарильи, руководство по стратегии и альтернативную обложку для игры. Коллекционное издание также включает копию саундтрека игры, в который вошли песни Type O Negative, Gravity Kills, Ministry, Darling Violetta, Cubanate, Primus, Youth Engine и Кевина Мантея. Nihilistic также выпустила Embrace — редактор уровней с доступом к коду игры, позволяющий пользователям изменять уровни и сценарии. Версия для Mac OS была выпущена в ноябре 2001 года.
В течение первой недели продаж Redemption стала третьей самой продаваемой игрой для Windows в США после The Sims и Who Wants To Be A Millionaire 2nd Edition. Отдельно отслеживались продажи коллекционного издания; на той же неделе оно стало пятым по продажам. По данным фирмы PC Data, отслеживающей продажи, к октябрю Redemption продалась в Северной Америке в количестве около 111 193 единиц, заработав 4,88 миллиона долларов. К марту 2001 года в Германии было продано около 57 000 единиц. Игра провела четыре месяца в списке 30 самых продаваемых игр, достигнув пика на 5 месте в июле 2000 года, а затем покинула чарты в октябре. Redemption получила цифровой релиз на сервисе GOG.com в феврале 2010 года. Redemption добилась достаточного успеха, что позволило в 2004 году выпустить косвенный сиквел, Vampire: The Masquerade — Bloodlines, действие которой происходит в той же вымышленной вселенной и которая была разработана Troika Games.

## Реакция
| Сводный рейтинг         | Сводный рейтинг |
| Агрегатор               | Оценка          |
| ----------------------- | --------------- |
| GameRankings            | 74,77 %         |
| Metacritic              | 74/100          |
| «Критиканство»          | 83/100          |
| Иноязычные издания      |                 |
| Издание                 | Оценка          |
| CGW                     | 1,5/5           |
| Eurogamer               | 6/10            |
| GameRevolution          | B–              |
| GameSpot                | 6,8/10          |
| PC Gamer (US)           | 76 %            |
| Computer Games Magazine | 4/5             |
| Next Generation         | 3/5             |
| Русскоязычные издания   |                 |
| Издание                 | Оценка          |
| Absolute Games          | 80 %            |
| «Игромания»             | 8,5/10          |

Агрегатор рецензий Metacritic поставил игре оценку 74 из 100 на основе 22 рецензий. Рецензенты сравнивали её с другими успешными ролевыми играми, включая Diablo II, Deus Ex, Darkstone: Evil Reigns, и серия Final Fantasy.
Графика игры получила почти единодушную похвалу. Game Revolution заявили, что её «блестящая» графика — одна из «лучших в играх», а Next Generation сказали, что графика — лучшая в любой ролевой игре на ПК. Computer Games заявили, что на тот момент это была самая привлекательная игра для ПК, ArsTechnica заявили, что это лучшая игра со времён The Last Express (1997) и PC Gamer сказали: «Никогда ещё не было более великолепно созданной ролевой игры». Дизайн уровней и окружения были высоко оценены за уровень детализации, обеспечивая мрачную, атмосферную эстетику с «кропотливой» детализацией. Рецензенты также положительно отозвались о световых эффектах игры. И наоборот, Computer Gaming World (CGW) заявили, что, несмотря на привлекательность игры, визуальное оформление было поверхностным и не подчёркивало элементы ужаса в игре. Они также критиковали расположение игровой камеры от третьего лица, утверждая, что она заслоняет область непосредственно перед игроком и не позволяет ему смотреть вверх.
Отзывы о сюжете были неоднозначными; некоторые рецензенты назвали его сильным, с хорошими диалогами, другие — слабым. GameRevolution и CGW назвали диалоги бедными, софоморными и часто чрезмерно многословными; в частности, CGW заявили, что некоторые речи превращаются в «мучительно долгий филибастер», который только задерживает возвращение контроля игроку. Другие источники называли её одной из самых богатых, увлекательных историй, которые можно найти за пределами фильмов и романов, и более оригинальной, чем большинство ролевых игр. Computer Games раскритиковали линейный сюжет и заявил, что несколько вариантов диалогов, доступных игроку, не оказывают реального влияния на повествование. По словам CGW, линейный сюжет не позволил Redemption стать настоящей ролевой игрой, поскольку в ней не было взаимодействия со многими персонажами, а отсутствие влияния игрока на сюжет создавало впечатление, что они не создают персонажей, а лишь доводят их до сюжетных вех. По мнению PC Gamer, линейность игры была отрицательным моментом, но она позволила сделать повествование плотным и захватывающим.
Рецензенты по-разному оценивали и не одобряли актёрскую игру. Game Revolution и Computer Games заявили, что актёрская игра варьировалась от адекватной до хорошей, в то время как CGW сказали, что голоса были неуместны, а европейские голоса 12-го века звучали как современные американские, но современная эпоха отличается более лучшими актёрами. ArsTechnica отметили, что актёрская игра была непоследовательной, но лучше, чем в Deus Ex. Было отмечено, что погодные эффекты, фоновый звук и угрюмая музыка хорошо сочетаются друг с другом и помогают погрузить игрока в мир игры. CGW отметили, что качество звука иногда оставляет желать лучшего.
Большая часть критики Redemption была сосредоточена на технических проблемах, возникших при выпуске игры, которые подрывали игровой опыт или делали игру неиграбельной. Несколько рецензентов отметили проблемы с отсутствием функции сохранения игрового прогресса в любой момент, что означало, что из-за смерти или технических проблем в игре им приходилось перезагружать предыдущее сохранение, а затем повторять до 30 минут игрового процесса. CGW добавили, что повторяющийся геймплей означает, что потеря прогресса и необходимость его повторения является особым недостатком. Next Generation, поставившая игре оценку 3 из 5, заявила, что Redemption потенциально была всего в нескольких патчах от того, чтобы стать игрой 5 из 5, если бы не технические проблемы. В обзоре PC Gamer даже были приведены рекомендуемые инструкции по использованию читов, позволяющих обойти технические недостатки.
По словам CGW, после появления союзников внутриигровой бой превратился в путаницу, отчасти из-за плохого искусственного интеллекта (ИИ), который заставлял их свободно использовать силы и в результате терять кровь. ИИ был признан недостаточным для игры; из-за сбоев в определении пути союзники застревали на объектах окружающей среды или друг на друге во время боя, использовали свои самые дорогие способности на врагов, независимо от угрозы, и плохо выживали в бою. Враги были аналогично отвергнуты за то, что либо не замечали игрового персонажа в очевидных обстоятельствах, либо не реагировали на атаки по себе.
Бой также подвергся критике; Computer Games назвали игру «не более чем приключением в стиле hack-and-slash» и заявили, что упор на боевые действия противоречит большему вниманию к политическим интригам и социальному взаимодействию, преобладающему в исходной версии Vampire: The Masquerade. ArsTechnica сказали, что бои поначалу были весёлыми, но очень повторяющимися, а к поздним этапам игры превратились в рутину, отметив, что каждое вражеское подземелье состоит из четырёх уровней, заполненных одинаковыми врагами, в то время как в Next Generation говорили, что количество врагов и сложность победы над ними часто приводили к тому, что игровой персонаж убегал или умирал. Повторяющиеся бои были также раскритикованы другими рецензентами, которым не нравилось, что они включают в себя многократное нажатие на врагов, пока они не умрут; и бегство, если игровой персонаж вот-вот погибнет от бесконечных волн врагов. Дисциплины считались полезными для внесения разнообразия в бой, но сражения были слишком быстротечными, чтобы позволить тактическое использование широкого спектра способностей из-за невозможности приостановить бой, чтобы отдать приказ.
Game Revolution заявили, что функция многопользовательской игры стала откровением и стоит одной только стоимости игры. Computer Games заявили, что игра является инновационной и может послужить вдохновением для будущих игр. PC Gamer сказали, что многопользовательский режим является искупительным фактором игры, хотя он все ещё омрачён багами. Другие отметили, что некоторые аспекты многопользовательского интерфейса были недостаточными, например, невозможность сохранения пользовательских диалогов, что требует от Рассказчика набирать текст в реальном времени во время игры.

### Награды
На церемонии вручения премии Game Critics Awards 1999 года Redemption была названа лучшей ролевой игрой, опередив ролевую игру от первого лица Deus Ex.

## Внешние ссылки
- Страница игры на сайте Activion. Архивировано 4 февраля 2002 года.
- Vampire: The Masquerade — Redemption (англ.) на сайте MobyGames
- Vampire: The Masquerade – Redemption (англ.) на сайте Internet Movie Database